# Göppingen Gö 1
Il Göppingen Gö 1 Wolf, era un aliante monoposto prodotto a partire dal 1935 dall'azienda tedesca Schempp-Hirth Flugzeugbau GmbH di Göppingen.
Concepito come rivale del Grunau Baby, fu il primo prodotto della neonata Sportflugzeugbau Göppingen Martin Schempp.

## Tecnica
Era un apparecchio di disegno convenzionale costruito in legno, ad ala alta. Aveva una ruota a poppa del centro di gravità per facilitare l'assistenza a terra e il traino.
Di costruzione molto simile allo Schneider Grunau Baby, il Wolf aveva ala alta e controventata e supportata da un pilone dietro la cabina.
La fusoliera a sezione esagonale era costruita in gran parte in legno con rivestimento in compensato. Le ali e i piani di coda erano a rivestimento misto in compensato e tela. Il carrello era costituito da pattini ammortizzati sul muso e la coda e una ruota principale fissa al centro.